# Erzbistum Atlanta
Das  Erzbistum Atlanta (lateinisch Archidioecesis Atlantensis, englisch Archdiocese of Atlanta) ist eine Diözese der römisch-katholischen Kirche.

## Geschichte und Gegenwart
Das in den USA gelegene Erzbistum Atlanta entstand am 2. Juli 1956 durch eine Teilung des Bistums Savannah-Atlanta und zählte 1959 24.414 Katholiken (1,4 %) in 26 Pfarreien mit 31 Diözesanpriestern, 78 Ordenspriestern und 174 Ordensschwestern. 
Am 10. Februar 1962 zum Erzbistum erhoben, und damit als Suffraganbistum aus dem Erzbistum Baltimore herausgelöst, erhielt es die Bistümer Charleston, Charlotte, Raleigh und Savannah zu Suffraganbistümern.
Mit seinen 55.521 Quadratkilometern umfasst das Erzbistum insgesamt 69 Countys im nördlichen Georgia.
Im November 2018 veröffentlichte das Erzbistum eine fünfseitige Liste von Priestern, die glaubwürdig wegen Sexualstraftaten beschuldigt worden seien.

## Ordinarien

### Bischöfe von Atlanta
- Francis Edward Hyland (17. Juli 1956 – 11. Oktober 1961)

### Erzbischöfe von Atlanta
| Zeitraum                          | Name                                                   |
| --------------------------------- | ------------------------------------------------------ |
| 19. Februar 1962 – 27. März 1968  | Paul John Hallinan                                     |
| 24. Mai 1968 – 15. Oktober 1987   | Thomas Andrew Donnellan                                |
| 14. März 1988 – 10. Juli 1990     | Eugene Antonio Marino SSJ                              |
| 10. Juli 1990 – 27. Dezember 1992 | James Patterson Lyke OFM                               |
| 22. Juni 1993 – 9. Dezember 2004  | John Francis Donoghue                                  |
| 9. Dezember 2004 – 4. April 2019  | Wilton Daniel Gregory (dann Erzbischof von Washington) |
| seit 5. März 2020                 | Gregory John Hartmayer OFMConv                         |